# Eupithecia liguriata
Eupithecia liguriata is een vlinder uit de familie spanners (Geometridae). De wetenschappelijke naam is voor het eerst geldig gepubliceerd in 1884 door Millière.
De soort komt voor in Europa.